# Florilégium
A florilégiumok (latin: antalógia) ókeresztény egyházi írók munkáiból az ókor végén összeállított gyűjtemények, melyek sokszor szó szerint idéznek az eredetiből. Dogmatikus (vallási tanokat magyarázó) vagy erkölcsi célokat szolgáltak, az idézeteket azonban gyakorta kiszakították a szövegkörnyezetből. A florilégiumok és a katénák a középkorban megjelent szentenciás könyvek elődeinek tekinthetőek.  